# Římskokatolická farnost Volyně
Římskokatolická farnost Volyně je část římskokatolické církve zahrnující obce v okolí jihočeského města Volyně, v nichž vykonává duchovní správu v místních kostelích. Je součástí Strakonického vikariátu, který spadá do Českobudějovické diecéze. Jejím duchovním správcem je R. D. Jan Löffelmann. Bohoslužby jsou vedle Volyně slouženy ještě v Malenicích, Česticích, Hošticích a na Dobrši. Jako katecheta ve farnosti působil také literát Václav Čeněk Bendl-Stránický.
| Kostel                      | Místo       | Bohoslužba             | Bohoslužba                           | Poznámka        |
| --------------------------- | ----------- | ---------------------- | ------------------------------------ | --------------- |
| Kaple                       | Litochovice | neslouží se pravidelně | neslouží se pravidelně               | obecní kaple    |
| Kaple sv. Antonína          | Nihošovice  | neslouží se pravidelně | neslouží se pravidelně               | obecní kaple    |
| Kaple                       | Němětice    | neslouží se pravidelně | neslouží se pravidelně               | obecní kaple    |
| Kaple                       | Nišovice    | neslouží se pravidelně | neslouží se pravidelně               | obecní kaple    |
| Kaple sv. Anny              | Přechovice  | neslouží se pravidelně | neslouží se pravidelně               | obecní kaple    |
| Kaple                       | Račí        | neslouží se pravidelně | neslouží se pravidelně               | obecní kaple    |
| Kaple                       | Střítež     | neslouží se pravidelně | neslouží se pravidelně               | obecní kaple    |
| Kostel Všech svatých        | Volyně      | neděle středa pátek    | 8.30 18.00                           | farní kostel    |
| Kostel Proměnění Páně       | Volyně      | neslouží se pravidelně | neslouží se pravidelně               | filiální kostel |
| Kaple sv. Petra a Pavla     | Zechovice   | neslouží se pravidelně | neslouží se pravidelně               | obecní kaple    |
| Kostel Narození Panny Marie | Hoštice     | sobota                 | 16.00 (zimní čas), 18.00 (letní čas) | farní kostel    |